# بیا ملکی
بیا ملکی (انگلیسی: Bea Malecki؛ زادهٔ ۲۳ اوت ۱۹۹۱) ورزشکار هنرهای رزمی ترکیبی اهل سوئد است. وی از سال ۲۰۱۷ میلادی تاکنون مشغول فعالیت بوده‌است.